# Oysterville (Oregon)
Oysterville az Amerikai Egyesült Államok északnyugati részén, Oregon állam Lincoln megyéjében elhelyezkedő önkormányzat nélküli település.